# Leptosolena haenkei
Leptosolena haenkei là một loài thực vật có hoa trong họ Gừng. Loài này được Carl Borivoj Presl mô tả khoa học đầu tiên năm 1827. Nó cũng là loài duy nhất hiện được công nhận trong chi Leptosolena.

## Phân bố
Loài này là đặc hữu Luzon, Philippines.